# Alicia Sellés Carot
Alicia Sellés Carot (Altura, Castellón, 1977) es una documentalista y bibliotecaria española.

## Biografía
Nació en Altura, Castellón en 1977. Es diplomada en Biblioteconomía y Documentación por la Universidad de Salamanca y licenciada en Documentación por la Universidad Politécnica de Valencia.

### Trayectoria profesional
Desde el año 2002 hasta 2018 trabajó en la empresa MASmedios desarrollando proyectos tecnológicos para bibliotecas y sistemas de información. Es también profesora asociada en la Universidad Politécnica de Valencia y consultora en el grado de Información y documentación de la UOC.
Desde 2007 realizó un trabajo activo en la comunidad Koha, sistema integral de gestión de bibliotecas; y desde 2009 hasta 2015 trabajó en el desarrollo de Koha-Kobli (impulsado por la Subdirección General de Coordinación Bibliotecaria).
Desde el 2018 se ha centrado en la asesoría y el estudio para la planificación y el diseño de servicios bibliotecarios así como en la formación. Un ejemplo de este trabajo fue el estudio realizado en la red de bibliotecas de Canarias.
Ha participado en proyectos relacionados con bibliotecas digitales y repositorios, sistemas de gestión de bibliotecas, gestión documental y de archivos y sobre todo en interoperabilidad e integración de los mismos. Casi siempre con soluciones de código abierto.

### Trayectoria asociativa
En el Colegio Oficial de Bibliotecarios y Documentalistas de la Comunidad Valenciana (COBDCV) comenzó en el año 2010 trabajando en la junta directiva en la vocalía de formación. Posteriormente fue presidenta desde 2012 hasta 2018.
En la Federación Española de Sociedades de Archivística, Biblioteconomía, Documentación y Museística FESABID fue tesorera de 2014 a 2016. Y de 2018 a 2022, durante dos mandatos, fue presidenta de la Federación, donde colaboró en dos líneas de trabajo: el fortalecimiento del movimiento asociativo y las acciones de sensibilización política para visibilizar el papel de las bibliotecas y del acceso a la información en el marco de la Agenda 2030 y los Objetivos del Desarrollo Sostenible y coordinó el Grupo de trabajo ‘Bibliotecas y Agenda 2030’ del Consejo de Cooperación Bibliotecaria.
Desde 2015 ha participado en el European Bureau of Library, Information and Documentation Associations (EBLIDA) y de 2018 a 2021 formó parte del Executive Commite de EBLIDA.
Desde el año 2016 participó en el International Advocacy Programme (IAP) de la Federación Internacional de Asociaciones de Bibliotecarios y Bibliotecas como representante de FESABID.
Representó a las bibliotecas, a través del Consejo de Cooperación Bibliotecaria, en el «Consejo de Desarrollo Sostenible» para la implementación de la Agenda 2030 en España.
En el año 2021 fue nombrada vocal para el Real Patronato de la Biblioteca Nacional de España.
En 2024 fue nombrada presidenta de la Fundació pel Llibre i la Lectura.